# Армстронг, Десмонд
Десмонд Кевин Армстронг (англ. Desmond Kevin Armstrong; род. 2 ноября 1964, Вашингтон) — американский футболист, защитник, известный по выступлениям за сборную США. Участник чемпионата мира 1990, а также Олимпийских игр 1988.

## Клубная карьера
Армстронг начал заниматься футболом в возрасте 11 лет. В 1982 году он поступил в Мэрилендский университет, где начал играть за футбольную команду. За «Мэрилендс Террапинс» провёл 78 матчей, забил 28 мячей и отдал 18 передач. После окончания университета в 1986 году Десмонд решил продолжить карьеру, выступая в Major Indoor Soccer League. До 1991 года он играл в шоубол за «Кливленд Форс» и «Балтимор Бластс». В феврале того же года Армстронг подписал контракт с бразильским «Сантосом» и стал первым американским футболистом, когда-либо выступавшим в Бразилии. По окончании сезона Десмонд вернулся в США, где выступал за «Мэриленд Бэйс». После ухода из Бейс в том же году, он активно выступал за национальную команду на различных турнирах.
В 1995 году Армстронг попытался реанимировать клубную карьеру выступая за мини-футбольный «Вашингтон Уортогс» и годом позже за «Шарлотт Иглз», но после неудачных попыток он закончил карьеру.

## Сборная США
В 1987 году в товарищеском матче против сборной Египта Армстронг дебютировал за сборную США. В 1988 году он в составе национальной команды принял участие в Олимпийских играх в Сеуле. На турнире Десмонд был основным футболистом и сыграл во всех трех матчах против сборных Аргентины, Южной Кореи и СССР.
В 1990 году Армстронг принял участие в чемпионате мира в Италии. На турнире он принял участие во всех трех матчах против сборных Австрии, Италии и Чехословакии. В 1991 году Десмонд в составе национальной команды стал обладателем Золотого кубка КОНКАКАФ. Он сыграл в четырёх поединках против Коста-Рики, Гватемалы, Тринидада и Тобаго и Мексики. В 1993 году Десмонд во второй раз принял участие в розыгрыше Золотого кубка, но на этот раз довольствовался только серебряными медалями. В том же году он также ездил со сборной на Кубок Америки в Эквадоре.

## Вне футбола
После окончания карьеры Армстронг комментировал на канале ESPN чемпионат мира 1994 года, а также был спортивным аналитиком ABC Sports. Десмонд принимал активное участие в популяризации футбола в США, он организовал несколько турниров для малоимущих. С 1999 по 2006 год Армстронг тренировал футбольную команду Христианского колледжа.

## Достижения
Международная
 США
- Золотой кубок КОНКАКАФ — 1991
- Золотой кубок КОНКАКАФ — 1993